# Wikitruth
Wikitruth és un lloc web crític amb Wikipedia. Funciona en el programari de MediaWiki desenvolupat per a Wikipedia, però no pot ser editat pel públic.
El lloc postula que hi ha problemes fonamentals amb l'estructura de Wikipedia, centrant-se en part en accions i declaracions des de membres Wikimedia Foundation prominents com Jimmy Wales, el concepte de vandalisme, censura reclamada i aspectes de la cultura de Wikipedia.

## Propietat i editors
Wikitruth manifesta que és dirigit per un grup d'editors Wikipedia desencantats, incloent-hi uns quants administradors, que han gastat centenars d'hores en edició de pàgines de Wikipedia. El cap de Wikipedia Jimmy Wales anomenava el lloc "un engany", i els seus creadors "gairebé trolls a qui ha prohibit Wikipedia", els editors de Wikitruth han respost que els administradors de Wikipedia actuals han contribuït a Wikitruth, dient que no es podrien haver escrit uns quants articles sense que algú tingui estatus d'administrador.
Wikitruth corre en el programari de MediaWiki i utilitza un tret que prohibeix edició per usuaris anònims, i el lloc no és obert per a comptes nous. Els lectors es poden contactar amb els editors a través de correu electrònic, o els lectors que són també editors Wikipedia poden utilitzar les seves pàgines de xerrada.

## Publicitat
La primera referència de mitjans de comunicació essencial a Wikitruth era un article en el The Guardian per Andrew Orlowski, el cap d'oficina de San Francisco per a The Register, que ha escrit també articles crítics amb Wikipedia. L'article del diari The Guardian manifesta que, entre altres coses, Wikipedia és "un exemple d'una sobreproducció d'informació."

### L'efecte Slashdot
Wikitruth guanyava avís més ampli quan enviava Slashdot, un lloc web de notícies relacionat de tecnologia, publica un element el 16 d'abril del 2006 de titulats "Wikipedia Articles Appear On Protest Site censurat", que referenciaven la peça de Guardià. El correu específicament esmentat la supressió i modificació significativa per País de Gal·les i altres d'articles sobre anterior el director de pel·lícula adulta Paul Barresi. Deute en part a ser esmentat en una notícia de pàgina del davant en Slashdot, els servidors de Wikitruth s'envaïen amb una inundació d'atenció. Posterior, Wikitruth s'esmentava en Metafilter, Digg, i diversos altres llocs de notícies com ell.

### L'article de Caixa|Registre
L'endemà, Orlowski publicava un altre article, aquesta vegada a The Register, titulada "Wales and Sanger on Wikipedia". Aquest article repetia unes quantes crítiques sobre Wikipedia de "Skip", que Orlowski descrivia com un administrador Wikipedia que és una part de Wikitruth. Algunes de les crítiques anivellades pel "Skip" a l'article inclouen comentaris sobre la manca de Wikipedia d'una prova de resposta de desafiament de CAPTCHA per a la matrícula que assegura o edició i preferència per inclusió de certes classes d'articles com Pokémon.